# Michael A. Stackpole
Œuvres principales
- Série Les X-Wings

Michael A. Stackpole, né le 27 novembre 1957 à Wausau dans le Wisconsin, est un auteur de roman de science-fiction. 

## Biographie
Michael Stackpole commence sa carrière comme auteur d'aventures en solitaire pour le jeu de rôle Tunnels et Trolls. Il a écrit principalement 3 de ces « solos », semblables aux livres dont vous êtes le héros : City of Terrors, Sewers of Oblivion et Red Circle. Ces deux premiers solos, comme la plupart des mini-solos dont il est l'auteur (regroupés pour certains dans le solo Elven Lords), ainsi que l'aventure pour groupe The Black Dragon Tavern, se déroulent sur l'île de Phoron, souvent dans sa capitale, Gull (La Mouette dans la version française de Tunnels et Trolls).
Il vit en Arizona.

## Œuvre

### UniversStar Wars

#### SérieLes X-Wings
1. L'Escadron Rogue, Fleuve noir, coll. « Star Wars » no 7, 1999 ((en) Rogue Squadron, 1996), trad. Rosalie Guillaume, 313 p.  (ISBN 2-265-06755-5)
2. Le Jeu de la mort, Fleuve noir, coll. « Star Wars » no 8, 1999 ((en) Wedge's Gamble, 1996), trad. Michèle Zachayus, 315 p.  (ISBN 2-265-06756-3)
3. Un piège nommé Krytos, Fleuve noir, coll. « Star Wars » no 9, 1999 ((en) The Krytos Trap, 1996), trad. Céline l'Official, 313 p.  (ISBN 2-265-06757-1)
4. La Guerre du Bacta, Fleuve noir, coll. « Star Wars » no 10, 1999 ((en) The Bacta War, 1997), trad. Grégoire Dannereau, 317 p.  (ISBN 2-265-06758-X)
5. La Vengeance d'Isard, Fleuve noir, coll. « Star Wars » no 44, 2001 ((en) Isard's Revenge, 1999), trad. Rosalie Guillaume, 314 p. (ISBN 2-265-07196-X)

- Les X-Wings : Intégrale 1, Pocket, coll. « Star Wars » no 199, 2024, trad. Rosalie Guillaume et Michèle Zachayus, 720 p.  (ISBN 978-2-266-33294-1)Traduction révisée et complétée par Renaud Thomas
- Les X-Wings : Intégrale 2, Pocket, coll. « Star Wars » no 207, 2024, trad. Céline l'Official et Grégoire Dannereau, 760 p.  (ISBN 978-2-266-34292-6)Traduction révisée et complétée par Lucile Galliot

#### SérieMoi, Jedi
1. Mirax a disparu, Fleuve noir, coll. « Star Wars » no 54, 2003 ((en) I, Jedi, 1998)  (ISBN 2-265-07609-0)
2. L'Héritage de Corran Horn, Fleuve noir, coll. « Star Wars » no 55, 2003 ((en) I, Jedi, 1998)  (ISBN 2-265-07610-4)

#### SérieLe Nouvel Ordre Jedi
1. La Marée des ténèbres I : Assaut, Fleuve noir, coll. « Star Wars » no 40, 2001 ((en) Onslaught, 2000)  (ISBN 2-265-07169-2)
2. La Marée des ténèbres II : Naufrage, Fleuve noir, coll. « Star Wars » no 41, 2001 ((en) Ruin, 2000)  (ISBN 2-265-07170-6)

### UniversBattetech

#### SérieLa Trilogie des guerriers
1. Guerrier : En Garde !, Fleuve noir, 1996 ((en) Warrior: En Garde, 1988)
2. Guerrier : Riposte !, Fleuve noir, 1996 ((en) Warrior: Riposte, 1988)
3. Guerrier : Attaque !, Fleuve noir, 1996 ((en) Warrior: Coupé, 1989)

### SérieLa Guerre de la couronne
- (en) The Dark Glory War, 2000Préquelle

1. Forteresse Draconis, Milady, 2009 ((en) Fortress Draconis, 2001)
2. La Furie des dragons, Milady, 2009 ((en) When Dragons Rage, 2002)
3. La Grande Croisade, Milady, 2010 ((en) The Grand Crusade, 2003)

### UniversWorld of Warcraft
- Vol'jin : Les Ombres de la Horde, Panini, 2013 ((en) Vol'jin: Shadows of the Horde, 2013)